# Dubravko Šimenc
Dubravko Šimenc (Zagreb, 2. studenog 1966.), hrvatski vaterpolist.
Igrao za klubove: Mladost od 1975. do 1992., od 1998. do 2000., te od 2002. do 2003.; Jadran (Split) 1991, Volturno 1992/93., Pescara 1993/94. i 1995/96., Como 1994/95., St. Julian Malta ljeto 1995., POŠK od 1996. do 1998.,  Savona od 2000. do 2002, ljeti 2003. Los Angeles, Chiavari 2003/04., Cremona 2004/05., Bogliasco 2005/06., Neptunes Malta u ljeto 2006., Medveščak 2006/07.

Nastupao za reprezentaciju Jugoslavije 200 utakmica i reprezentaciju Hrvatske 150 utakmica.
Osvajač zlatne medalje na Olimpijskim igrama 1988. godine i srebrne medalje na Olimpijskim igrama 1996. godine. Osvajač zlatne medalje na Svjetskom prvenstvu 1986. u Madridu i u Perthu 1991. Osvajač zlatne medalje na Svjetskom ili FINA kupu 1989. u Berlinu i srebrne medalje 1991. u Barceloni. Osvajač srebrne medalje na Europskom prvenstvu u Sofiji 1985, u Bonnu 1989, Firenci 1999 i Kranju 2003. Osvajač srebrne medalje na Mediteranskim igrama 1991. u Ateni i 1993. u Canetu. Osvajač zlatne medalje na Igrama dobre volje u Seattleu 1990.
U klupskoj konkurenciji bio je prvak Europe s Mladosti iz Zagreba 1989. i 1990. te s Jadranom iz Splita 1992. Osvajač Kupa pobjednika kupova Europe 1994. s Pescarom i 1999. s Mladosti iz Zagreba. Osvajača Kupa LEN s Pescarom 1996. Osvajač europskog Superkupa s Mladosti iz Zagreba 1989. Osvajač Mediteranskog ili COMEN kupa s Mladosti iz Zagreba 1988. i 1991, te Volturno 1993. i Como 1995.
Osvajač državnog prvenstva - 1989., 1990., 1992. i 1999. (Mladost Zagreb), 1995. (St. Julian Malta) i 2006. (Neptunes Malta).
Osvajač nacionalnog klupa - 1989. i 1999. (Mladost Zagreb), 1995. (St. Julian Malta), 2005. (Cremona) 
Profesor fizičke kulture (31.5.2001)
Od devetog mjeseca 2006. pomoćni trener u hrvatskom prvoligašu Medveščak iz Zagreba, te trener mlađih juniora Meveščaka koji su 2007. bili prvaci Hrvatske. Od proljeća 2008, pomoćni trener izborniku Ivici Tucku u reprezentaciji Hrvatske (1991, 1992 godište). 
Od devetog mjeseca 2008. trener ženske ekipe HAVK Mladsot iz Zagreba s kojom je osvojio Hrvatsko prvenstvo za sezonu 2008-2009.
U Hrvatskom vaterpolskom savezu, zajedno s Rencom Posinković, radi kao demonstrator.        
-  2014. - Član Nacionalnog vijeća za sport
-  2017. - predsjednik Zaklade hrvatskih sportaša
-  2017. - počasni član Crvenog križa Hrvatske
-  2017  - direktor promocije hrvatskog vaterpolo saveza
-  2015.  Svibanj  -  2017. voditelj brenda Startas, Borovo d.d.
-  2017   Veljača  -  voditelj i specijalist koordinator u odjelu za strateške marketinške projekte Hrvatske turističke zajednice (HTZ)
-  Za izniman doprinos hrvatskom sportu dva puta dobitnik najvišeg državnog priznanja u sportu -  godišnju Državnu nagradu za šport “Franjo Bućar”: 1996. kao član srebrne olimpijske reprezentacije i 2002. godine kao pojedinac
-  Odlikovan Redom Danice hrvatske s likom Franje Bućara
-  OI u Ateni,  2004. na svečanosti otvaranja Olimpijskih igara - Hrvatski stjegonoša

## Vanjske poveznice
- Večernji.hr - svi članci  Arhivirana inačica izvorne stranice od 3. lipnja 2015. (Wayback Machine)